# Onevatha alsusalis
Onevatha alsusalis là một loài bướm đêm trong họ Noctuidae.